# Zouave (schip, 1930)
De Zouave was een Brits stoomvrachtschip van 4.256 ton, dat in de Tweede Wereldoorlog door een Duitse onderzeeboot tot zinken werd gebracht.

## Geschiedenis
Het schip werd voltooid in januari 1930 op de scheepswerf van Burntisland Shipbuilding Co. Ltd, Burntisland, Schotland. De eigenaar was Turner, Brightman & Co. Londen met aldaar ook haar thuishaven. 

## De laatste reis
De Zouave was vanaf 8 maart 1943, als onderdeel van konvooi SC-122, onderweg van Pepel - Curaçao – Halifax,  naar Middlesbrough. Haar lading bedroeg 7.100 ton ijzererts.
Om 23.09 uur op 17 maart 1943 vuurde de U-305 van Rudolf Bahr een spreidschot af van twee torpedo's naar konvooi SC-122, ten zuidoosten van Kaap Vaarwel en raakte de Port Auckland in colonnepost 93 en de Zouave in colonnepost 84, op bijna hetzelfde moment. De Zoauve met kapitein William Hunter Cambridge als gezagvoerder, werd ernstig geraakt en zonk binnen de vijf minuten naar de zeebodem, in positie 52°25’ N. en 30°15’ W. Een van de oorzaken van de snelle ondergang was de zware lading ijzererts die het schip geladen had.
Twaalf bemanningsleden en één artillerist van de Zouave gingen met het schip mee naar onder. Kapitein Cambridge, 24 bemanningsleden en vijf artilleristen werden opgepikt door HMS Godetia (K 226) (Lt. M.A.F. Larose, RNR) en bracht de bemanning van de Zoauve naar Gourock, Schotland.